# Ailinginae
Ailinginae es un atolón deshabitado compuesto por 25 islas en el océano Pacífico integrado en las Islas Marshall en el extremo septentrional de la cadena Ralik. El área total ocupa unos 2 km² de tierra firme y una laguna interior de 40,91 millas². Cadena Ralik
Su superficie total es de solo 2,8 kilómetros cuadrados, pero encierra una laguna de 105,96 kilómetros cuadrados. Está situado aproximadamente a 13 kilómetros al oeste del atolón de Rongelap. El paisaje es de poca altura, con solo los 3 metros sobre el nivel del mar. Las dos entradas a la laguna son el "Paso de Mogiri" y el "Paso de Eniibukku". Tienen 1,45 y 0,48 kilómetros de ancho respectivamente.
La temperatura media de estas islas es de unos 27 °C (81 °F) durante el día y ligeramente más cálida durante la noche debido al clima frío asociado a los chubascos durante el día. La temporada de lluvias es de septiembre a noviembre. La isla está cubierta de matorrales, pastos y algunos rodales de árboles de casuarina.

## Historia
El primer avistamiento registrado por los europeos fue por el navegante español Álvaro de Saavedra el 1 de enero de 1528. Junto con el atolón de Utirik y el atolón de Rongelap, fueron cartografiados como Islas de los Reyes debido a la proximidad de la Epifanía.
El atolón de Ailinginae fue reclamado por el Imperio alemán junto con el resto de las Islas Marshall en 1884. Después de la Primera Guerra Mundial, la isla quedó bajo el Mandato del Pacífico Sur del Imperio del Japón. Tras el final de la Segunda Guerra Mundial, pasó a estar bajo el control de los Estados Unidos como parte del Territorio en Fideicomiso de las Islas del Pacífico hasta la independencia de las Islas Marshall en 1986. El atolón de Ailinginae ha estado deshabitado desde 1954, cuando los pocos isleños fueron evacuados debido a los temores de lluvia radioactiva del ensayo del Castillo Bravo en el atolón de Bikini, al noroeste. 